# Tarentola chazaliae
Espèce
Synonymes
- Geckonia chazaliae Mocquard, 1895
- Geckonia malazodes Ahl, 1930

Statut de conservation UICN

 VU A3cd; B1ab(iii,v) : Vulnérable
Tarentola chazaliae est une espèce de geckos de la famille des Phyllodactylidae.

## Répartition
Cette espèce se rencontre au Sénégal, en Mauritanie, au Sahara occidental et dans le sud du Maroc.

## Description

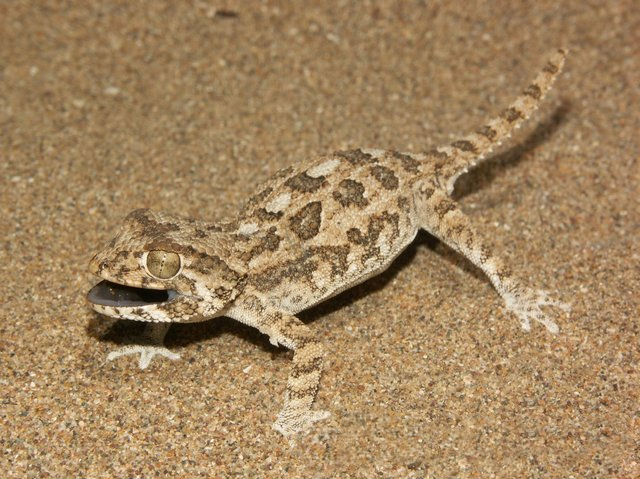

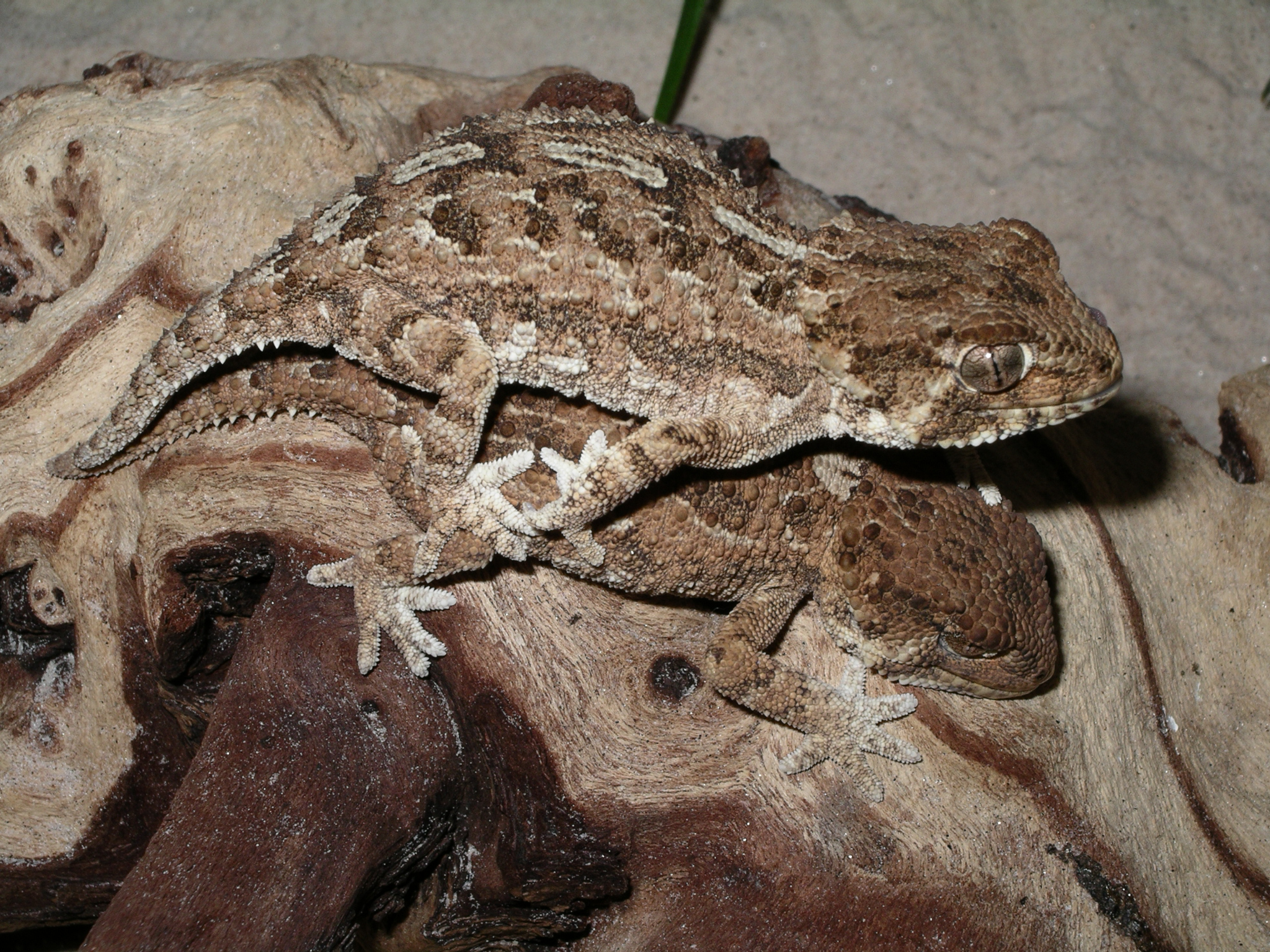

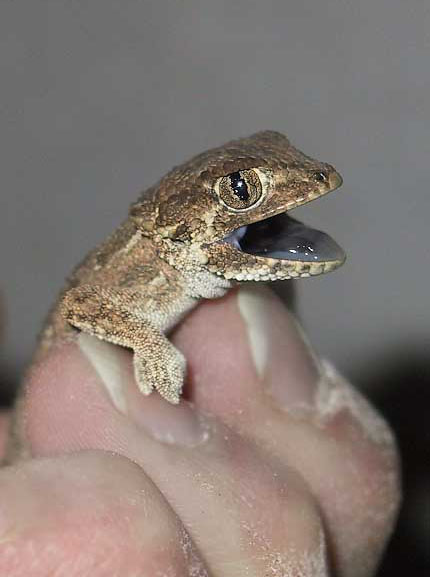

C'est un gecko relativement petit (un peu plus de 10 cm) qui partage avec les Tarentola un aspect trapu. Son nom courant - gecko casqué en français - vient de la forme de sa tête massive, qui fait penser à un casque. Ses couleurs sont le gris, le sable et le brun, parfois avec des points plus sombres.

Ces geckos, contrairement à la plupart des membres de ce genre, sont terrestres et non arboricoles, et ont perdu leurs pelotes adhésives (setae), même s'ils sont capables d'escalader une paroi par des moyens plus classiques.

## Paramètres climatiques
Durant le jour, la température va de 26 °C à 32 °C. La nuit, la température chute légèrement. Ce reptile vit dans des milieux secs, voire désertiques, avec un degré d'hygrométrie aux alentours de 40 à 50 %.

## Alimentation
Ces geckos sont insectivores, et consomment la plupart des insectes et autres arthropodes de taille adaptée.

## Comportement
Ce gecko est nocturne. Il passe en général ses journées caché des prédateurs sous des pierres ou des branches, dans un endroit pas trop sec. Comme souvent, il peut présenter une activité le matin et/ou
le soir, voire sortir en plein jour de temps en temps.

## Dimorphisme sexuel
La femelle est un peu plus grande que le mâle.
Contrairement à beaucoup de Tarentola, la présence des hémipénis est très visible à la base de la queue sous la forme d'un renflement, et ce dès 6-10 mois.

## Reproduction
La reproduction débute au printemps, lorsque la durée du jour et la température augmentent.

## Taxinomie
Cette espèce a été incluse dans le genre Tarentola par Carranza, Arnold, Mateo & Geniez en 2002

## Étymologie
Cette espèce est nommée en l'honneur du yacht Chazalia appartenant au collecteur des spécimens types Raymond de Dalmas 1862-1930.

## Publication originale
- Mocquard, 1895 : Note sur quelques reptiles du Cap Blanc. Bulletin du Muséum d’Histoire Naturelle, Paris, vol. 1, p. 310-312 (texte intégral).